# Vorona (fiume russo)
La Vorona è un fiume della Russia europea meridionale (oblast' di Penza, Voronež e Tambov), affluente di destra del Chopër nel bacino del Don.
Nasce sulle alture Kernsko-Čembarskaja nel distretto Pačelmskij, nella parte occidentale dell'oblast' di Penza; scorre su tutto il percorso con direzione sudovest, attraversando una regione di transizione fra la steppa e la foresta temperata, passa vicino alla città di Kirsanov (a 3 km), tocca Uvarovo e, presso la foce, Borisoglebsk. Nella maggior parte del suo corso si presenta piuttosto asimmetrica, con una riva destra piuttosto alta contrapposta ad una sponda sinistra più bassa e terrazzata. Il fiume ha una lunghezza di 454 km, l'area del suo bacino è di 13 200 km².
La profondità massima del fiume è di 4 m. Il principale affluente ricevuto è il Čembar, proveniente dalla sinistra idrografica. La Vorona è gelata, mediamente, dai primi di dicembre ai primi di aprile.